# Lagata
Lagata ist eine nordspanische Gemeinde (municipio) mit 115 Einwohnern (Stand: 2024) in der Provinz Saragossa in der Autonomen Gemeinschaft Aragón.

## Lage
Lagata liegt etwa 55 Kilometer (Fahrtstrecke) südlich von Saragossa in einer Höhe von 520 m am Fluss Aguasvivas.

## Bevölkerungsentwicklung
| Jahr      | 1960 | 1970 | 1981 | 1991 | 2001 | 2011 | 2021 |
| Einwohner | 365  | 255  | 165  | 159  | 139  | 145  | 114  |

## Sehenswürdigkeiten
- Kreuzkirche (Iglesia de Santa Cruz)
- Barbarakapelle (Ermita de Santa Bárbara)

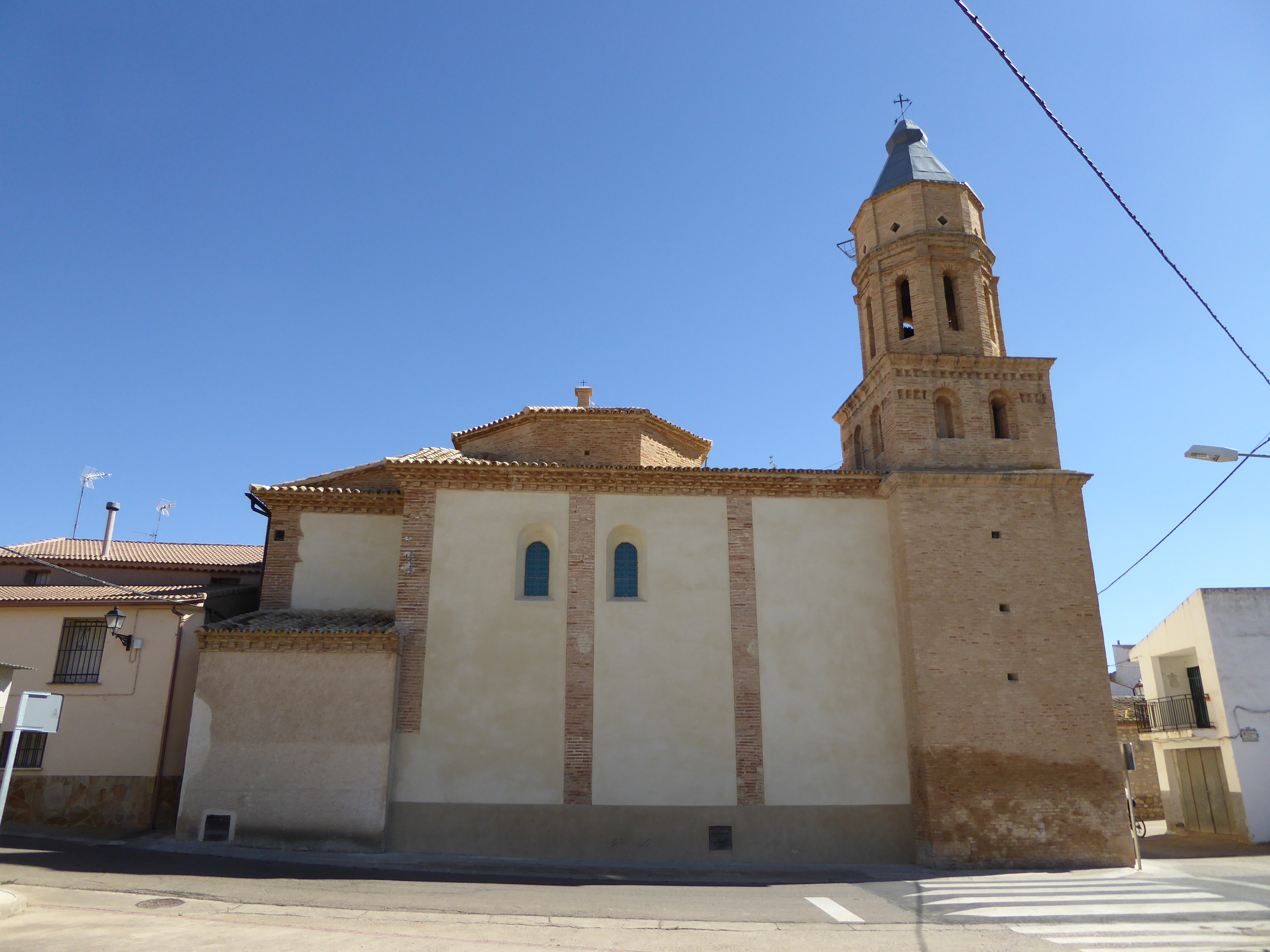
Kreuzkirche
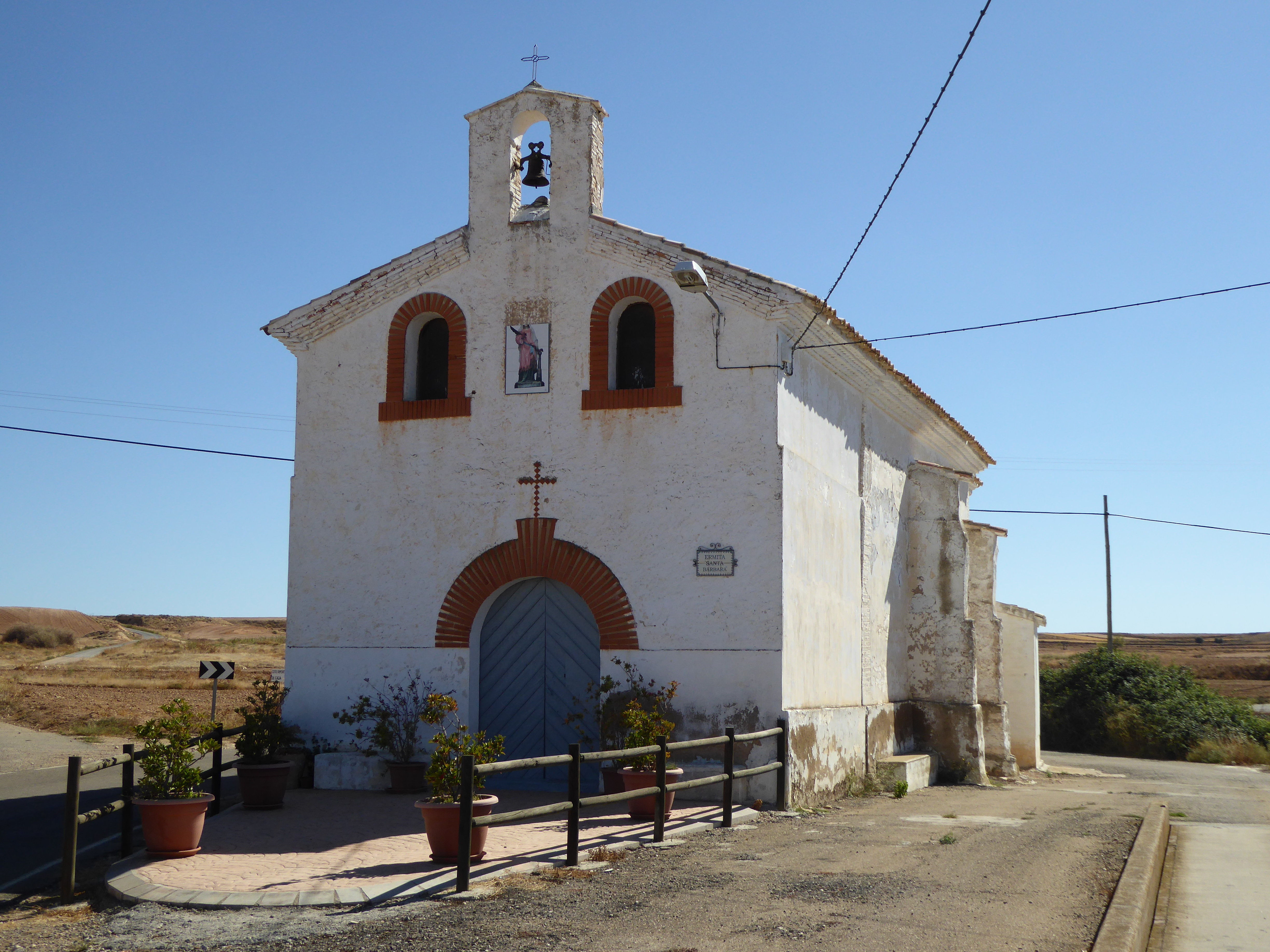
Barbarakapelle

## Trivia
Von 2004 bis 2011 fand in Lagata das „LAGATAvajunto“ bzw. das Lagata Reggae Festival statt.